# Ōkunoshima

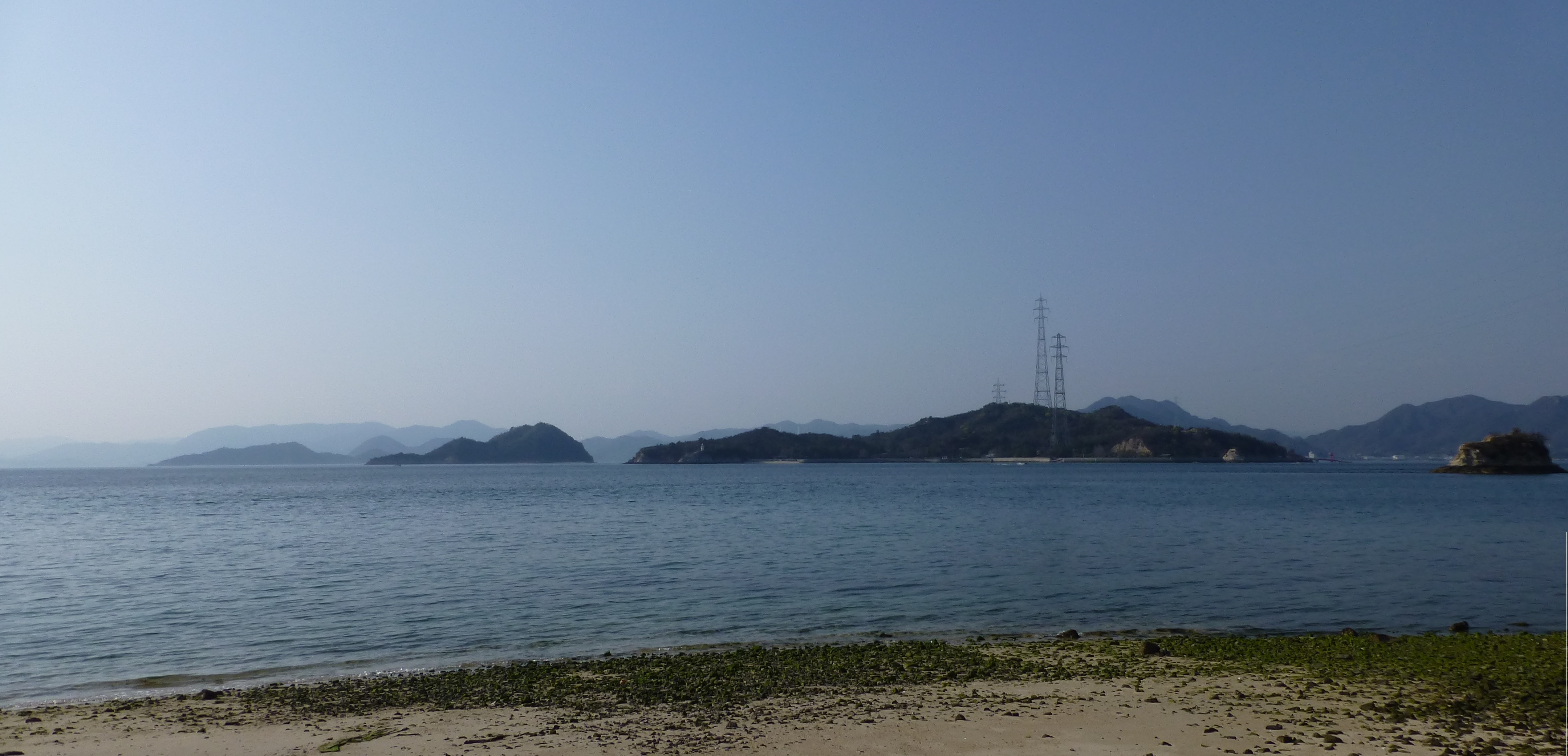
Ōkunoshima nhìn từ đảo Ōmishima, ở phía đông nam. Tháp bên phải cao 226 mét, cao nhất Nhật Bản

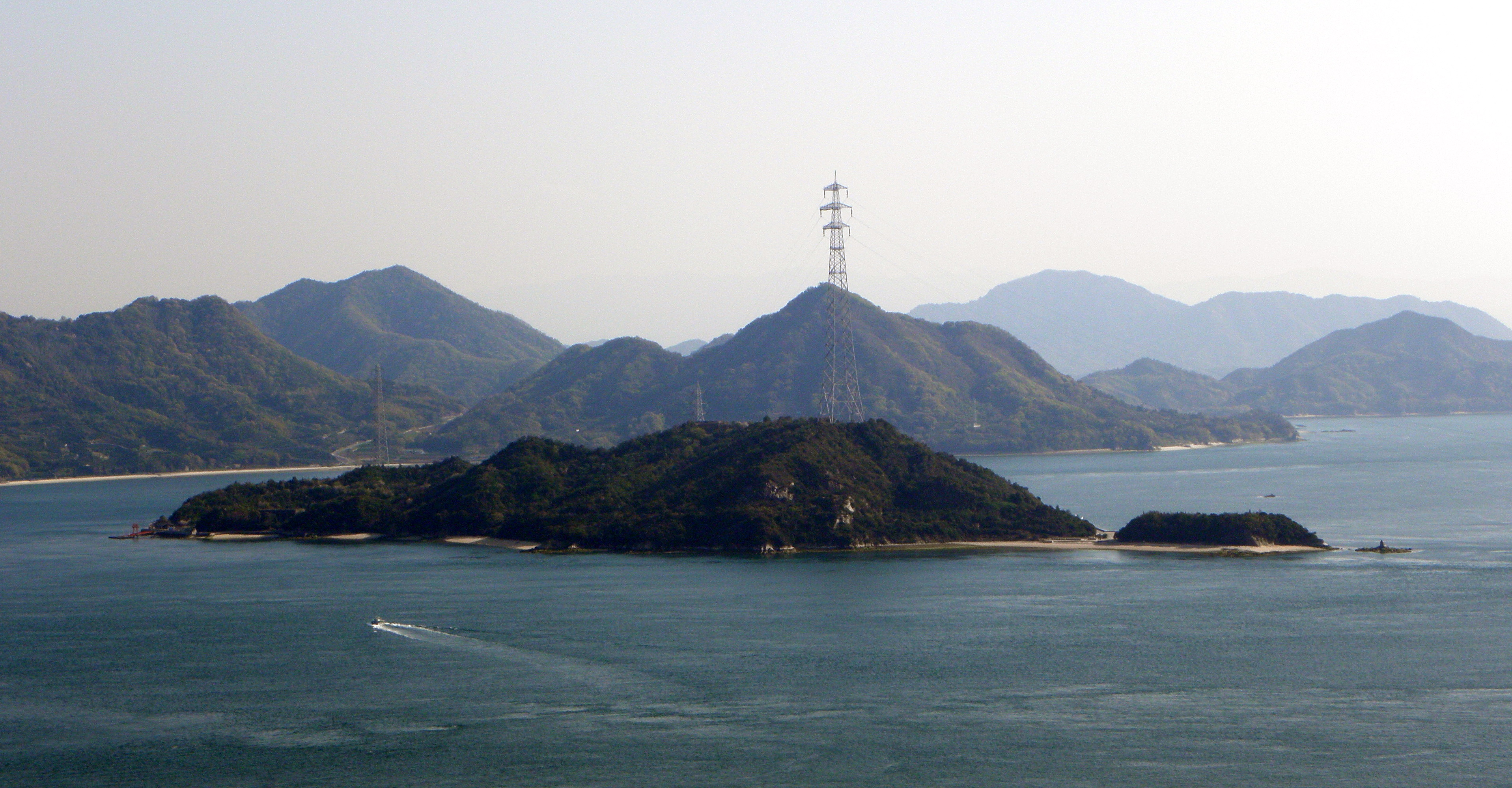
Quang cảnh của đảo nhìn từ Kurotaki-yama

Ōkunoshima (大久野島?) là một hòn đảo nhỏ nằm trong biển nội địa của Nhật Bản tại thành phố Takehara, tỉnh Hiroshima. Có thể đến đảo bằng phà từ Tadanoumi và Ōmishima. Có địa điểm cắm trại, những con đường mòn đi bộ và di tích lịch sử trên đảo. Nó thường được gọi là Usagi Jima (うさぎ島, "Đảo Thỏ"?) Vì nhiều con thỏ hoang lang thang khắp đảo; chúng khá dạn dĩ và tiếp xúc con người.
Ōkunoshima đóng một vai trò quan trọng trong Thế chiến II là một nhà máy khí độc cho phần lớn chiến tranh hóa học đã được triển khai tại Trung Quốc.
Nguồn gốc của các chú Thỏ sống trên đảo này là vật thí nghiệm của nhà máy vũ khí hóa học tại hòn đảo này, và sau thé chiến thứ 2 do không còn nhà máy nữa và các động vật săn mồi cũng không tồn tại trên đảo nên số lượng Thỏ ở đây đã tăng nhanh.
Ngày nay hòn đảo này chính là 1 địa danh du lịch vô cùng hấp dẫn của Nhật với  tên gọi Thiên Đường của Thỏ, Thỏ là loài động vật rất dễ thương và gần gũi với con người nên đã thu hút vô số du khách đến nơi đây.